# Noël Jacques de Perceval-Vietinghoff
Pour les articles homonymes, voir Perceval.
Noël Jacques de Perceval, né le 22 novembre 1769 à Amboise et décédé le 14 mai 1848 à Mosnes (Indre-et-Loire) , est un militaire, fonctionnaire et homme politique français.

## Biographie
Il est le fils de Noël Jacques Perceval, capitaine au régiment du Roi cavalerie et des gardes du gouverneur de Touraine, prévôt général des maréchaussées de Touraine, Anjou et Maine, et maire d'Amboise (1763-1767), et de Marie Céleste Amyot. Issu d'une famille de militaires et de fourriers royaux, il intègre l'armée puis l'administration militaire et devient commissaire des guerres sous l'Empire. 
À la Restauration, il est nommé secrétaire général du ministère de la Guerre.
Il est élu député de la IIe législature d'Indre-et-Loire à l'automne 1816. Réélu en 1817, puis en 1822, il siège au sein de la Chambre des députés au centre-droit. Il se retire de la vie politique en 1823. Il est promu intendant général attaché au ministère de la Guerre en 1821 et est admis à la pension de retraite le 21 juillet 1831.
Il est commandeur de l'ordre de la Légion d'honneur depuis 1820.

## Famille
Le 22 mai 1793, il épouse à Tours  Charlotte Sophie troisième fille de Georges Michel Vietinghoff et ajoute le nom de son épouse et devient Perceval-Vietinghoff.
Le couple a trois filles Amélie Eleonore mariée à Jean Joachim de Pineau, Célestine femme de Georges Louis de l'Escale et Isabelle Charlotte  .

## Sources
- « Noël Jacques de Perceval-Vietinghoff », dans Adolphe Robert et Gaston Cougny, Dictionnaire des parlementaires français, Edgar Bourloton, 1889-1891 [détail de l’édition]